# Wilhelm von Stoltzenberg (Politiker)
Wilhelm Freiherr von Stoltzenberg (* 10. März 1895 in München; † 6. Februar 1955 in Duisburg) war ein deutscher Politiker (DDP/LDP) und Jurist. Er war Abgeordneter des sächsischen Landtages und der Volkskammer der DDR sowie Präsident des Landesverwaltungsgerichts Thüringen.

## Leben
Stoltzenberg studierte nach dem Schulbesuch in Leipzig Rechtswissenschaften und Geschichte. Er legte 1917 die erste juristische Prüfung, 1921 die zweite juristische Staatsprüfung ab. Stoltzenberg promovierte zum Dr. jur. und erwarb 1925 das Diplom als Steuersachverständiger. Anschließend wurde er Rechtsanwalt in Leipzig. 
1918 trat Stoltzenberg der Deutschen Demokratischen Partei (DDP) bei. Von 1918 bis 1933 war er Vorstandsmitglied der DDP. Stoltzenberg war auch für das Reichsbanner Schwarz-Rot-Gold in Leipzig – unter anderem als Redner – aktiv.
Nach der „Machtergreifung“ der Nationalsozialisten 1933 betätigte er sich illegal politisch. Er hatte Kontakt zu Widerstandskreisen. 1944/1945 war er im KZ Sachsenhausen inhaftiert.
Nach Kriegsende 1945 war Stoltzenberg Mitbegründer der Liberal-Demokratischen Partei (LDP) in Leipzig. 1946 wurde er zum Vorsitzenden des Kreisverbandes der LDP Leipzig gewählt. Von Juli 1946 bis 1953 gehörte er auch dem Zentralvorstand der LDP bzw. LDPD an. Am 25. Februar 1951 wurde Stoltzenberg in Dresden zum stellvertretenden Vorsitzenden des LDPD-Landesverbandes Sachsen gewählt.
Von 1946 bis 1952 war Stoltzenberg Abgeordneter des sächsischen Landtages, von 1948 bis 1953 auch Mitglied des Deutschen Volksrates bzw. der Volkskammer der DDR. In der Volkskammer fungierte er auch als Vorsitzender des Verfassungsausschusses.
Ab 1948 war er Mitglied der Deutschen Wirtschaftskommission. 1949/50 fungierte er als Staatssekretär im Ministerium für Aufbau der DDR. Von April 1951 bis Juli 1953 war er als Präsident des Landesverwaltungsgerichts Thüringen tätig. 
Im Februar 1953 übersiedelte Stoltzenberg in die Bundesrepublik Deutschland.
Dort arbeitete er als Rechtsanwalt in Düsseldorf, bevor er im Januar 1954 mit seiner Familie nach Duisburg zog. Dort erhielt er eine Anstellung am Land- und Amtsgericht, bevor er im Februar 1955 an den Folgen einer schweren Lungenerkrankung verstarb, die er sich im KZ Sachsenhausen zugezogen hatte.

## Schriften
- (zusammen mit Alfred Neumann): Zeitgemässe Fragen aus der Umsatzbesteuerung (=Veröffentlichungen des Instituts für Steuerkunde an der Handelshochschule Leipzig, Nr. 7). Industrieverlag Spaeth & Linde, Berlin 1925.
- Ein liberales Manifest. Markkleeberg, LDP-Pressestelle. 1946.

## Privates
- Wilhelm von Stoltzenberg war Sohn von Friedrich Ludwig Maximilian Freiherr von Stoltzenberg (* 1867; † 1936) und Monika Ida Sophia Freifrau von Stoltzenberg, geb. Reisgen (* 1876; † 1927).
- Er war von 1921 bis 1937 mit Anna Marie Karoline Prause (* 1881; † 1937) verheiratet.
- Am 23. März 1949 heiratete er zum zweiten Mal: Hildegard („Elly“) Leipold (* 1913 Röcken; † 1979 Bobengrün).
- Aus einer zwischenzeitlichen Beziehung, ging 1946 ein Sohn hervor: Klaus-Freimut Freiherr von Stoltzenberg (* 26. November 1946 Connewitz; † 25. Juli 2004 Duisburg)